# Olga Puzjevitj
Olga Puzjevitj född den 17 mars 1983, är en vitrysk gymnast.
Hon tog OS-silver i rytmisk gymnastik för trupper i samband med de olympiska gymnastiktävlingarna 2000 i Sydney.